# Wendhausen (Reinstorf)
Wendhausen ist ein Ortsteil der Gemeinde Reinstorf in Niedersachsen.

## Geographie
Der Ort liegt einen Kilometer nördlich von Reinstorf.

## Geschichte
Für das Jahr 1848 wird angegeben, dass Wendhausen 19 Wohngebäude hatte, in denen 154 Einwohner lebten. Zu der Zeit waren Holzen und Sülbeck nach Wendhausen eingepfarrt. Im Ort befand sich derzeit auch eine Schule. Am 1. Dezember 1910 hatte Wendhausen im Landkreis Lüneburg 182 Einwohner. Am 1. März 1974 wurde Wendhausen nach Reinstorf eingemeindet.

## Bauwerke
Die Petri-Kirche ist eine Backsteinkirche im historischen Ortskern Wendhausens. Vermutlich stand an gleicher Stelle bereits im 9. oder 10. Jahrhundert eine Taufkapelle. Die heutige Kirche entstand vor allem durch Umbaumaßnahmen im 19. Jahrhundert. Teilweise ist noch Feldsteinmauerwerk der Vorgängerkirchen erhalten.